# Gab (Netzwerk)
Gab ist ein soziales Netzwerk und Kurznachrichtendienst mit Sitz in Philadelphia in Pennsylvania, Vereinigte Staaten. Die Nachrichten mit bis zu 3000 Zeichen werden „gabs“ (von englisch to gab „quatschen“) genannt. Während Gab das Recht auf freie Meinungsäußerung geltend macht, wird dem Anbieter vorgeworfen, Rassisten und Rechtsextremen eine Plattform zu bieten.

## Geschichte
Gegründet wurde die Website im August 2016 von Andrew Torba (Geschäftsführer), Ekrem Büyükkaya (Produktleitung) und Utsav Sanduja (Leitung des operativen Geschäfts), zunächst mit Sitz in Austin in Texas, und ist seit Mai 2017 für die Öffentlichkeit zugänglich. Als Top-Level-Domain werden .ai des Staates Anguilla sowie .com verwendet. Technisch gilt sie als eine Mischung aus Twitter und Reddit. Sie bietet begrenzte Multimedia-Funktionalität. Gab hatte nach eigenen Angaben im August 2018 ungefähr 525.000 Benutzer. Die zweitgrößte Benutzergruppe sind Deutsche. Die Nutzerzahlen stiegen insbesondere nachdem größere Social-Media-Plattformen wie Twitter strenger gegen rechtsextreme Accounts vorgingen.
Das Logo von Gab zeigt einen Frosch namens „Gabby“. Gab-Gründer Andrew Torba verneinte eine Anspielung auf das Internet-Meme „Pepe der Frosch“. Dieses wird häufig von Rechtsextremen verwendet, so dass die Anti-Defamation League es als Hass-Symbol einstuft. Das Logo sei stattdessen ein Verweis auf die biblische Froschplage und eine Metapher: Gab lasse die Frösche auf das Silicon Valley los, um dessen „Korruption, Zensur und Informationsmonopol im Internet“ bloßzustellen.
Gab möchte nach eigenen Angaben „die freie Rede für Jedermann“ fördern und lehnt Zensur ab. Die Nutzungsbedingungen verbieten Pornographie, Werbung für Terrorismus und Gewalt sowie die Veröffentlichung vertraulicher Informationen. Sonst sei alles erlaubt (anything goes). Im Februar 2021 wurde bekannt, dass Hacker an persönliche Daten aller Website-Nutzer gelangt sind. Den 70 Gigabyte große Datensatz wollen sie Forschern und Journalisten zur Verfügung stellen.

## Kritik und Gegenmaßnahmen
Gab wurde als „Twitter für Rassisten“ und als „hasserfüllte Echokammer für Rassismus und Verschwörungstheorien“ bezeichnet. Ein Großteil der Nachrichten enthalte Rassismus, Verschwörungstheorien und Waffenkult. Mehrere Protagonisten der Rechtsradikalen (Alt-Right), die auf Twitter gesperrt wurden, seien zu Gab abgewandert, beispielsweise der frühere Breitbart-Autor Milo Yiannopoulos, Alex Jones, Richard Spencer und der Gründer der Neonazi-Website The Daily Stormer, Andrew Anglin. Auch deutschsprachige Twitter-Nutzer wichen bei Sperrung gelegentlich auf diese Plattform aus. Rechtsextreme Gruppen wie Patriot Front und Atomwaffen Division sollen sich offen über Gab organisiert haben. Kritikern zufolge sei „die auf dem Portal gewährte Redefreiheit oft in Hassrede und Terrorpropaganda umgeschlagen“.
Im Dezember 2016 verbannte Apple eine iOS-Version von Gab aufgrund pornografischer Inhalte aus Apple-Stores. Eine wenig später erneut eingereichte Version, welche pornografische Inhalte blocken sollte, wurde ebenfalls abgelehnt. Im August 2017 entfernte Google die Gab-Version für Androidgeräte aus dem Play Store mit der Begründung, Gab verletze Googles Richtlinien gegen Hassrede.
Der Attentäter, der am 27. Oktober 2018 bei einem Anschlag in der Pittsburgher Synagoge elf Menschen tötete und sechs weitere verletzte, soll sein Vorhaben auf Gab angekündigt haben. Daraufhin wurde Gab von den Bezahldiensten PayPal und Stripe ausgeschlossen, vom Bloghoster Medium gesperrt und erhielt Kündigungen vom Cloud-Anbieter Joyent sowie vom Webhosting-Anbieter GoDaddy. Auch Apple, Google und Microsoft kündigten Schritte gegen Gab an.
Während Torba die Plattform als Opfer der Medien und des Silicon Valley sieht, legte Büyükkaya sein Amt bei Gab nieder. Die Attacken der US-amerikanischen Presse seit zwei Jahren seien persönlich zu belastend geworden.
Seit Juli 2019 setzt Gab auf Mastodon und betreibt damit den größten Knoten der freien Twitter-Alternative. Einige Instanzen des Netzwerks sowie entsprechende Apps blockierten daraufhin Gab, da es in völliger Opposition zu Mastodon und deren Philosophie gesehen wird.
Im September 2021 zeichnete sich ab, dass Gab in Zukunft den Zugang für deutsche IP-Adressen sperren könne, da das Netzwerk sich weigert, auf die Forderungen der Bundesrepublik hinsichtlich der Kontrolle geposteter Inhalte einzugehen, und auf diese Weise eine juristische Auseinandersetzung vermeiden möchte.